# Tenuiphantes
Tenuiphantes alacris là một loài nhện trong họ Linyphiidae.

## Các loài
Chi này gồm các loài:
- Tenuiphantes aduncus (Zhu, Li & Sha, 1986)
- Tenuiphantes aequalis (Tanasevitch, 1987)
- Tenuiphantes alacris (Blackwall, 1853)
- Tenuiphantes altimontanus Tanasevitch & Saaristo, 2006
- Tenuiphantes ancatus (Li & Zhu, 1989)
- Tenuiphantes ateripes (Tanasevitch, 1988)
- Tenuiphantes canariensis (Wunderlich, 1987)
- Tenuiphantes contortus (Tanasevitch, 1986)
- Tenuiphantes cracens (Zorsch, 1937)
- Tenuiphantes crassus Tanasevitch & Saaristo, 2006
- Tenuiphantes cristatus (Menge, 1866)
- Tenuiphantes drenskyi (van Helsdingen, 1977)
- Tenuiphantes flavipes (Blackwall, 1854)
- Tenuiphantes floriana (van Helsdingen, 1977)
- Tenuiphantes fogarasensis (Weiss, 1986)
- Tenuiphantes fulvus (Wunderlich, 1987)
- Tenuiphantes herbicola (Simon, 1884)
- Tenuiphantes jacksoni (Schenkel, 1925)
- Tenuiphantes jacksonoides (van Helsdingen, 1977)
- Tenuiphantes leprosoides (Schmidt, 1975)
- Tenuiphantes mengei (Kulczynski, 1887)
- Tenuiphantes miguelensis (Wunderlich, 1992)
- Tenuiphantes monachus (Simon, 1884)
- Tenuiphantes morosus (Tanasevitch, 1987)
- Tenuiphantes nigriventris (L. Koch, 1879)
- Tenuiphantes perseus (van Helsdingen, 1977)
- Tenuiphantes plumipes (Tanasevitch, 1987)
- Tenuiphantes retezaticus (Ruzicka, 1985)
- Tenuiphantes sabulosus (Keyserling, 1886)
- Tenuiphantes spiniger (Simon, 1929)
- Tenuiphantes stramencola (Scharff, 1990)
- Tenuiphantes striatiscapus (Wunderlich, 1987)
- Tenuiphantes suborientalis Tanasevitch, 2000
- Tenuiphantes tenebricola (Wider, 1834)
- Tenuiphantes tenebricoloides (Schenkel, 1938)
- Tenuiphantes tenuis (Blackwall, 1852)
- Tenuiphantes wunderlichi (Saaristo & Tanasevitch, 1996)
- Tenuiphantes zebra (Emerton, 1882)
- Tenuiphantes zelatus (Zorsch, 1937)
- Tenuiphantes zibus (Zorsch, 1937)
- Tenuiphantes zimmermanni (Bertkau, 1890)